# اشغال بغداد توسط ارسلان بساسیری
با دیگر سقوط‌های بغداد اشتباه نگیرید.
اشغال بغداد توسط ارسلان بساسیری یک رخداد لشکری در واپسین روزهای سال ۴۵۰ ق بود که در آن، ارسلان بساسیری، سردار تُرک‌نژادِ هوادار خلافت فاطمی، با پشتیبانی سیاسی و مالی فاطمیان مصر، پایتخت خلافت عباسی را به چنگ آورد. این رخداد اوج هماوردیِ دیرینهٔ خلافت عباسیان سنی‌ در بغداد و خلافت فاطمیان شیعی‌ در قاهره به‌شمار می‌آید.

## پیش‌زمینه
در نیمهٔ سدهٔ پنجم هجری، خلافت عباسی زیر چیرگی سرداران تُرک‌تبار و خاندان آل‌بویه بود. با کم‌توان شدن بویهیان، قدرت در بغداد کم‌کم به امیران ترک و لشکریان خودفرمان واگذار شد. یکی از این فرماندهان، ارسلان بساسیری، در آغاز از هواداران خلیفهٔ عباسی القائم بود، ولی پس از آن‌که میانه‌اش با خلیفه تیره شد، به خلافت فاطمیان در مصر گرایش یافت.
در همین زمان، ناسازگاری دینی میان اهل سنت و شیعیان در بغداد افزايش يافت و رخنهٔ فاطمیان، به‌ویژه از راه فراخوانی پنهانی فاطمی، رو به گسترش نهاد.

## اشغال بغداد
در سال ۴۵۰ق، هنگامی که طغرل بیک، نخستین سلطان سلجوقیان، سرگرم جنگ در باختر ایران بود، ارسلان بساسیری با لشکر یاری‌رسان فاطمی به بغداد درآمد. خلیفه القائم، که تاب ایستادگی نداشت، به‌سوی موصل گریخت. بساسیری پس از درآمدن به بغداد، نام مستنصر بالله، خلیفهٔ فاطمی را بر منابر بغداد خواند و نشان‌های خلافت عباسی را از میان برد.

## پایان کار بساسیری
سلجوقیان با آگاهی از چندوچون بغداد بی‌درنگ نیروهای خود را به‌سوی شهر گسیل داشتند. طغرل بیک، در ماه‌های آغازین سال ۴۵۱ق، به بغداد درآمد. بساسیری ناچار به گریز شد ولی در درگیری با سلجوقیان دستگیر گردید و در همان‌جا کشته شد. وانگهی خلافت عباسی دوباره در بغداد برپا شد و نام خلیفه القائم به خطبه بازگشت.

## پیامدها
این رخداد، واپسین کوشش کامیاب خلافت فاطمی برای چیرگی بر بغداد بود. پس از آن، با گسترش نيروی سلجوقیان در عراق، فاطمیان از رخنهٔ در سرزمین‌های خاوری بازماندند. افتادن بغداد به دست بساسیری همچنین نشان‌گر شکنندگی جایگاه خلفای عباسی در برابر سرداران لشکری خود بود.

## بن مایه
- ابن اثیر، عزالدین. *الکامل فی التاریخ*. بیروت: دارالکتب العلمیه، ۱۹۹۵.
- جرجی زیدان. *تاریخ تمدن اسلام*.
- Lambton, A. K. S. "The Seljuqs and the Sunnī Revival." In: *The Cambridge History of Islam*, Vol. 1A. Cambridge University Press, 1970.
- Halm, Heinz. *The Fatimids and Their Traditions of Learning*. I.B. Tauris, 1997.